# Герра, Педро
Педро Герра (исп. Pedro Manuel Guerra Mansito; род. 2 июня 1966, Гуимар, Канарские острова) — испанский бард, композитор, поэт-песенник.

## Биография
Отец — первый председатель Парламента Канарских островов и сенатор от ИСРП Педро Герра Кабрера, мать — Лурдес Мансито Перес.
Учился в Консерватории Тенерифе по классу вокала и гитары. Начал выступать уже в 16 лет. В 1985 году вместе с тремя другими музыкантами основал группу «Канарскую мастерскую песни». У группы вышло четыре диска, которые стали хрестоматийными образцами Новой канарской песни — музыкального движения, которому свойственно использование канарского, североафриканского и латиноамериканского фольклора в мелодике и постановка острых социальных вопросов в текстах песен.
Сольную карьеру певец начинает в Мадриде в 1993 году. Он выступает в музыкальных клубах Мадрида и всей Испании, сотрудничает с лучшими музыкантами того времени, его песни поют Анна Белен, Виктор Мануэль, Хоакин Сабина, группы исп. Amistades Peligrosas («Опасные друзья») и исп. Cómplices («Сообщники»).
Для Аны Белен Педро Герра сочиняет песню «Зарази меня» исп. Contamíname, немедленно ставшую хитом и давшую название Фонду, способствующему мультикультурности в музыке и книгоиздании прим https://web.archive.org/web/20121010001821/http://www.contaminame.org/.
Песни, исполненные или сочинённые Педро Геррой с середины 90-х, не выходят из национальных чартов. Его диск Марария исп. Mararía (1998) он получил награду Академии кино и искусств Испании и премию за лучший саундтрек от Генерального сообщества авторов и издателей (S.G.A.E.) и Общества артистов, актёров и исполнителей (A.I.E.).
Из последующих дисков стоит отметить «Дочери Евы», записанный вместе с известными бардами — кубинцем Сильвио Родригесом и аргентинцем Фито Паэсом, и посвящённый теме гендерного насилия в современном мире; диск 2003 года «Слово на лету» (исп. La palabra en el aire) на стихи Анхеля Гонсалеса и диск, где Педро исполняет известные латиноамериканские хиты — «Душа моя» (исп. Alma mía) 2009.

## Дискография

### Канарская мастерская песни
- Тряпичница/исп. Trapera(1987)
- Идентичность/Identidad (1988)
- Всех скопом/ A por todas (1989)
- Рэп с трудом/Rap a duras penas (1991)

### Сольные
- Сласти/исп. Golosinas (1995)
- Так близко от меня/исп. Tan cerca de mí (1997)
- Марария /исп. BSO de Mararía (1998)
- Корень/исп. Raíz (1998)
- Дар/исп. Ofrenda (2001)
- Дочери Евы/исп. Hijas de Eva (2002)
- Слово на лету/исп. La Palabra en el aire (2003)
- Карманы/исп. Bolsillos (2004)
- Жизни/исп. Vidas (2008)
- Душа моя/исп. Alma mía (2009)
- В дали от тебя/исп. Contigo en la distancia (2010)
- Хитрая обезьяна/исп. El mono espabilado (2011)